# Załęże Duże
Załęże Duże – wieś sołecka w Polsce położona w województwie mazowieckim, w powiecie grójeckim, w gminie Pniewy. 
| SIMC    | Nazwa          | Rodzaj    |
| ------- | -------------- | --------- |
| 0631730 | Załęże-Parcela | część wsi |

W latach 1975–1998 miejscowość administracyjnie należała do województwa radomskiego.